# Paolo Vallesi
Paolo Vallesi (Florencia, 18 de mayo de 1964) es un cantante y compositor italiano.

## Trayectoria artística
Vallesi comenzó a estudiar piano cuando era niño y más tarde comenzó a trabajar como arreglista y compositor. Contratado por Caterina Caselli, en 1991 tuvo su primer éxito con la canción "Le persone inutili", que ganó la sección de recién llegados en el Festival de San Remo, y publicó su primer álbum: Paolo Vallesi, que fue un éxito comercial. Al año siguiente regresó al Festival de San Remo, esta vez en su sección "Grandes Artistas", ocupando el tercer lugar con la canción "La forza della vita", que alcanzó el primer lugar en el hit parade italiano. Vallesi cantó en español este tema como "La fuerza de la vida" llegando al número uno de Los 40 Principales en España pero en la versión interpretada por los integrantes de Operación Triunfo 2. El tema con letra de Beppe Dati y música propia lo incluyó el cantante italiano en la versión en español de su elepé publicado en 1992 con título homónimo.
También en español Vallesi grabó un tema con Alejandro Sanz en 1996 que igualmente alcanzó el número uno de Los 40 Principales: Grande, cerraba el elepé cantado en español con el mismo título. También grabó con Verónica Romero el sencillo Si te quedas (2020). En 2005 fue concursante de La Talpa, la versión italiana de celebridades de la serie de telerrealidad The Mole.
En 2020 diversos artistas graban una versión de La fuerza de la vida en una campaña para recaudar fondos contra el Covid-19: Marta Sánchez, Alberto Comesaña, Marta Botía, Andy y Lucas, Funambulista, Pablo Perea, Lydia, Platón, Raúl, Diego Martín, Jon Secada, María Villalón, Hugo Salazar, Verónica Romero y Soraya Arnelas, así como el propio Paolo Vallesi. La fuerza de la vida ha sido versionada en español por Sergio Dalma, Emmanuel o Andrea Tessa y en italiano (La forza della vita) por Renato Russo o por Gianni Morandi a dúo con Vallesi.

## Discografía
- 1991 - Paolo Vallesi
- 1992 - La forza della vita (Versión en España: La fuerza de la vida)
- 1994 - Non mi tradire
- 1996 - Non essere mai grande (Versión en España: Grande, lo cerraba un tema a dúo con Alejandro Sanz)
- 1999 - Sábato 17:45
- 2002 - Felici di essere (colección con 3 nuevas canciones)
- 2015 - Episodio 1...In questo mondo
- 2017 - Un filo senza fine
- 2022 - Io noi

## Participaciones en manifestaciones musicales

### Festival de Sanremo
- 1991: Le persone inutili - 1er lugar - Sezione Giovani
- 1992: La forza della vita - 3er lugar - Sezione Big
- 1996: Non andare via - 18º - Sezione Big
- 2017: Pace con Amara - Invitado
- 2021: La forza della vita - Invitado
- 2023: La forza della vita - Anima mia - Invitado

### Festivalbar
- 1991: Le amiche
- 1992: Sempre
- 1994: Non mi tradire
- 1996: Grande

### Un disco per l'estate
- 1990: Ritornare a vivere
- 1999: L'amore è un fiore

### Vota la voce
- 1991: Le persone inutili - mejor revelación
- 1992: Sempre

### Cantagiro
- 1991: in coppia con Rossana Casale - 2º lugar